# دواب بيلوخر (مارغون)
دواب بیلوخر (بالفارسية: دواب بیلوخر) هي قرية تقع في إيران في قسم مارغون الريفي. يقدر عدد سكانها بـ 21 نسمة بحسب إحصاء 2016.